# Appiccagnolo

Scudo di Papa Pio VI del 1780 con appiccagnolo

L'appiccagnolo è un anello o gancio saldato o fissato a una moneta per permetterne l'utilizzo come ciondolo o comunque per poterla appendere. 
Gli appiccagnoli possono essere semplici anelli come essere a loro volta molto elaborati e artistici. 
L'usanza di appiccagnolare le monete è diffusa in differenti popolazioni e periodi storici. Ad esempio, per molte popolazioni slave l'ostentazione di monete d'oro come ornamento è indice di ricchezza e prestigio sociale. 
È abbastanza comune anche per molte monete dello Stato Pontificio (specialmente i pezzi d'argento) presentare appiccagnoli o tracce della loro applicazione. Infatti, il soggetto quasi sempre sacro e il fatto che le monete papaline avessero gli assi orientati a medaglia ne favoriva la trasformazione in medagliette sacre (applicate spesso ai rosari); 
in questo caso le piastre "speciali" sono quelle che più frequentemente si ritrovano utilizzate a questo scopo. Vale a dire le piastre giubilari (con il tema predominante della Porta Santa) e quelle delle Sedi Vacanti (in cui il tema predominante è quello della colomba simboleggiante lo Spirito Santo).
Sempre nello Stato Pontificio era inoltre diffusa la tradizione popolare di appendere una di queste monete alle culle dei neonati per proteggerli dalle malattie; anche in questo caso sono state più frequentemente utilizzate le monete con immagini di santi o comunque a tema religioso ma lo stemma papale poteva essere sufficiente a significare il tema religioso. In questi casi spesso si tratta di monete d'argento anche di minori dimensioni (giuli o grossi, più diffusi tra la popolazione rispetto alle piastre). Inoltre dato che queste monete non avevano un utilizzo decorativo era più diffusa l'usanza della foratura, più semplice rispetto alla saldatura di un appiccagnolo.